# Sudlon-Nationalpark
Der Sudlon-Nationalpark liegt zehn Kilometer westlich von Cebu City, der Hauptstadt der Provinz Cebu, auf der Insel Cebu auf den Philippinen. Es wurde ursprünglich am 1936 auf einer Fläche von 609 Hektar eingerichtet. Seit 2007 ist er Teil des Naturschutzgebietes Central Cebu Protected Landscape, der gemäß den Richtlinien des National Integrated Protected Areas Systems (NIPAS) eingerichtet wurde. Er umfasst den Central-Cebu-Nationalpark, die Kotkot- und Lusaran River Watershed Forest Reserves und umfasst eine Fläche von 283,12 km². Ihn umgeben zwei Pufferzonen von 1,28 und 6,6 km².
Die Flora des Nationalparks ist sehr vielfältig und umfasst 200 Pflanzen- und Baumspezies, die endemisch in den Central Visayas sind.